# Orinda (Kalifornija)
Orinda je grad u američkoj saveznoj državi Kalifornija. Prema popisu stanovništva iz 2010. u njemu je živjelo 17.643 stanovnika.